# David Liss
David Liss (ur. 1966) – amerykański pisarz urodzony na Florydzie. Jest laureatem Edgar Prize (w kategorii Najlepszy debiut) za książkę Spisek papierowy (2001). Książki Lissa przetłumaczono na wiele języków. Autor mieszka w San Antonio w Teksasie.

## Dzieła
- Conspiracy of Paper (2001), wydanie polskie Spisek papierowy (2005, przeł. Ewa Penksyk-Kluczkowska)
- Coffee Trader (2003), wydanie polskie Handlarz kawą (2005, przeł. Ewa Penksyk-Kluczkowska)
- Spectacle of Corruption (2004), wydanie polskie Spektakl korupcji (2006, przeł. Ewa Penksyk-Kluczkowska)
- Ethical Assassin (2006)
- Whiskey Rebels (2008)
- The Devil's Company (2009)